# Renate König (Kunstsammlerin)
Renate König (* 21. August 1928 in Duisburg; † 19. Januar 2024 in Duisburg) war geschäftsführende Gesellschafterin der König-Brauerei in Duisburg sowie Kunstsammlerin und Mäzenin. Sie gründete die Renate-König-Stiftung zur Förderung christlicher Kunst und schenkte ihre Handschriftensammlung an das erzbischöfliche Museum Kolumba in Köln.

## Leben
Renate König war die Urenkelin des Brauereigründers Theodor König und wurde 1928 in Duisburg geboren. Sie studierte an der Universität Bonn Volkswirtschaft und übernahm 1967 zusammen mit ihrem Cousin Leo König in vierter Generation die Leitung der Brauerei.
Seit 1981 baute sie eine Privatsammlung von illuminierten mittelalterlichen Handschriften und Büchern aus dem christlichen Umfeld auf. Ein erster Kontakt mit Kölner Museen und dem Kurator Joachim M. Plotzek datiert ebenfalls aus dieser Zeit. So konnte sie, nachdem der Sammler Peter Ludwig seine in Köln erforschte mittelalterliche Handschriftensammlung 1983 an das Getty-Museum verkauft hatte, eines der Bücher bei einer Londoner Auktion zurückerwerben.
Nachdem ihre Sammlung seit 2001 regelmäßig im erzbischöflichen Museum in Köln ausgestellt und auch betreut wurde, schenkte sie die Sammlung 2017 an das Kolumba. Das Museum gibt eine wissenschaftliche Reihe heraus, die der Sammlung Renate König gewidmet ist.
Renate König starb Anfang 2024.

## Renate-König-Stiftung
Renate König gründete 1999 eine ihren Namen tragende Stiftung zur Förderung und Vermittlung der christlichen Kunst. Diese finanziert Ankäufe und Maßnahmen zur Restaurierung „herausragender“ christlicher Kunst für Museen und öffentliche Sammlungen in Deutschland, darüber hinaus auch Dissertationen, Publikationen und Kolloquien. Das Museum Kolumba sieht sie als maßgebliche Stütze bei der Erwerbung von Objekten, darunter insbesondere das Hausaltärchen des Konrad Zaunhack, das Alabasterrelief Adam und Eva verbergen sich vor Gott, das Gemälde der Heiligen Lanze, zwei gotische Reliquienkreuze, die Johannesschüssel und die Skulptur Christus in der Rast.
Unter den durch die Stiftung geförderten Objekten sind außerdem unter anderem das Hermann-Ida-Kreuz, das Erper Kreuz, die Drucklegung der Dissertation der Kunsthistorikerin Manuela Beer, die mittelalterlicher Triumphkreuze umfassend untersuchte und einen Katalog verfasste. Darüber hinaus ermöglichte die Stiftung den Ankauf eines Frühwerks von Joseph Beuys (Handkruzifix) sowie eine Monografie mit Bestandskatalog des zeitgenössischen US-amerikanischen Künstlers Paul Thek, dessen Werke einen Schwerpunkt des Kolumba-Bestandes bilden.

## Auszeichnungen
- 2009: Maternusplakette des Erzbistums Köln[3]
- 2009: Päpstlicher Gregoriusorden, Dame[13]

## Publikationen
- Joachim M. Plotzek (Hrsg.): Ars vivendi, ars moriendi: die Handschriftensammlung Renate König ;. 34 der schönsten Andachtsbücher des Mittelalters aus der wohl bedeutendsten Sammlung in deutschem Privatbesitz; anlässlich der Ausstellung Ars Vivendi, Ars Moriendi - Die Kunst zu Leben, die Kunst zu Sterben. Erzbischöfliches Diözesanmuseum Köln, 15. Dezember 2001 bis 22. Mai 2002. Hirmer, München 2001, ISBN 3-7774-9180-2.
- Sammlung Renate König. Kolumba, Köln 2004.
  - Gabriele Bartz: Das Stundenbuch des Guy de Laval. Hrsg.: Kolumba (= Sammlung Renate König. Band 1). Kolumba, Köln 2004, ISBN 3-931326-42-X.
  - Bodo Brinkmann: Ein Brügger Stundenbuch für Tournai oder Reims (= Sammlung Renate König. Band 2). Kolumba, Köln 2004, ISBN 3-931326-43-8.
  - Joachim M. Plotzek.: Das Stundenbuch der Margaret Duchess of Clarence. Hrsg.: Kolumba (= Sammlung Renate König. Band 3). Kolumba, Köln 2004, ISBN 3-931326-44-6.
  - Bodo Brinkmann: Das Stundenbuch der Grafen von Manderscheid, Gerolstein und Blankenheim. Hrsg.: Kolumba (= Sammlung Renate König. Band 4). Kolumba, Köln 2006, ISBN 3-931326-52-7.
  - Joachim M. Plotzek: Der Psalter aus dem Benediktinerinnenkloster Lamspringe. Hrsg.: Kolumba (= Sammlung Renate König. Band 5). Kolumba, Köln 2006, ISBN 3-931326-53-5.
  - James H. Marrow: Das Stundenbuch der Doña Isabel (= Sammlung Renate König. Band 6). Kolumba, Köln 2008, ISBN 978-3-931326-62-3.
  - Anja Becker-Chouati: Ars memorandi: die Kunst des Erinnerns. Hrsg.: Kolumba (= Sammlung Renate König. Band 7). Kolumba, Köln 2011, ISBN 978-3-9813182-5-8.
  - Ina Nettekoven, Caroline Zöhl: Das Hearst-Stundenbuch. Hrsg.: Kolumba (= Sammlung Renate König. Band 8). Kolumba, Köln 2016, ISBN 978-3-9815922-9-0.
  - Ulrike Surmann: Ein flämisches Stundenbuch – secundum usum anglie (= Sammlung Renate König. Band 9). Kolumba, Köln 2018, ISBN 978-3-9818008-8-3.